# Dornier Do 217
Die Dornier Do 217 war ein zweimotoriger Bomber der deutschen Dornier-Werke. Sie stand ab 1938 bis zum Ende des Zweiten Weltkrieges im Einsatz.

## Entwicklung
Der Entwurf der Do 217 basierte zwar äußerlich auf der Dornier Do 17, war aber in großen Teilen eine Neuentwicklung. Er hatte stärkere Motoren, ein höheres Fluggewicht, größere Tragflügel, einen größeren Rumpf und ein stabileres Fahrwerk als die Do 17, eine automatische Sturzflugsicherung, Heißluftenteisung, Elektrik statt Hydraulik, eine verbesserte Trimmung für den Einmotorenflug und neue Detailkonstruktionen. Die Do 217 hatte sieben Hauptbaugruppen, die Do 17 nur vier. Es wurden neun Prototypen in verschiedenen laufend weiterentwickelten Konfigurationen gebaut und erprobt.
Die ersten sechs Prototypen hatten eine schirmartige Sturzflugbremse am Heck, die aber nicht zuverlässig funktionierte. Der erste unbewaffnete Prototyp Do 217 V1 flog am 4. Oktober 1938 zum ersten Mal; er stürzte am 11. Oktober 1938 bei Sturzflugversuchen ab. Der neunte Prototyp Do 217 V9 wurde das Musterflugzeug für die Do-217E-Serie.

## Einsatz

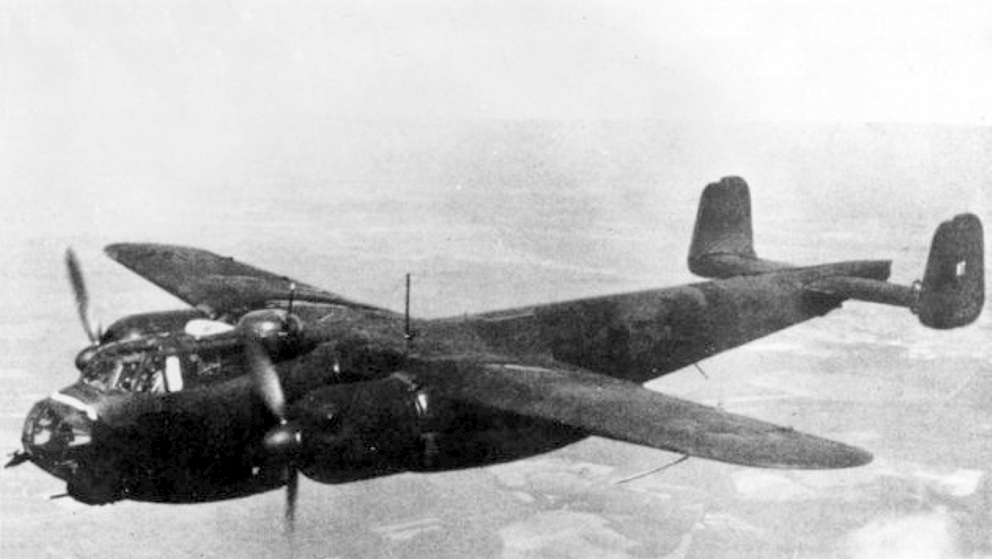
E-Version mit ursprünglicher Kanzel

Von 1939 bis Ende 1943 wurden insgesamt 1925 Do 217 aller Varianten für die deutsche Luftwaffe gebaut, 1944 folgten noch einige Umbauten für spezielle Anforderungen. Das Kampfgeschwader 40 und das Kampfgeschwader 100 setzten die Do 217 vornehmlich zur Schiffsbekämpfung ein. Das Kampfgeschwader 100 führte zu diesem Zweck die Gleitbombe Hs 293 und erstmals die nachsteuerbare Freifallbombe Fritz X mit. Eine Do 217K-2 dieses Geschwaders versenkte am 14. September 1943 aus 6400 m Höhe das Schlachtschiff Roma. Daneben wurde sie auch als Trägerflugzeug für den Höhenaufklärer DFS 228 sowie als Erprobungsträger für das Staustrahltriebwerk von Eugen Sänger benutzt. Die Do 217 wurden ab Anfang 1944 durch andere Muster ersetzt und an Flugschulen abgegeben oder verschrottet. Lediglich bei den Nachtjagdgeschwadern 4 und 100 wurden bis Mitte 1944 Do-217-Nachtjäger eingesetzt. Als Bomber fand die Do 217 noch im Kampfgeschwader 2 Verwendung, so beim Unternehmen Steinbock, wo die I. und III. Gruppe mit 35 beziehungsweise 38 Do 217M/K ausgestattet waren. Der Einsatz als Fernaufklärer erfolgte dagegen bei der Nachtaufklärungsgruppe 5 bis zum Kriegsende. Einige Do-217J-Nachtjäger wurden 1943 an Italien abgegeben.

## Versionen
Kleinserien, Prototypen

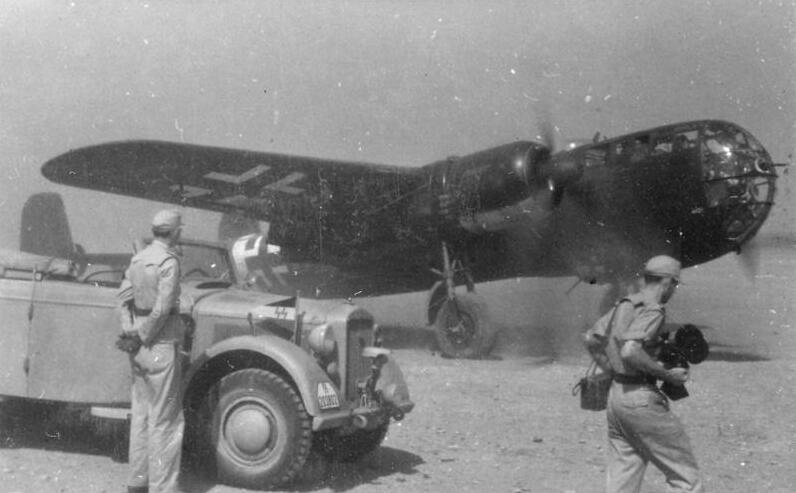
Do 217K mit Vollsichtkanzel, 1943

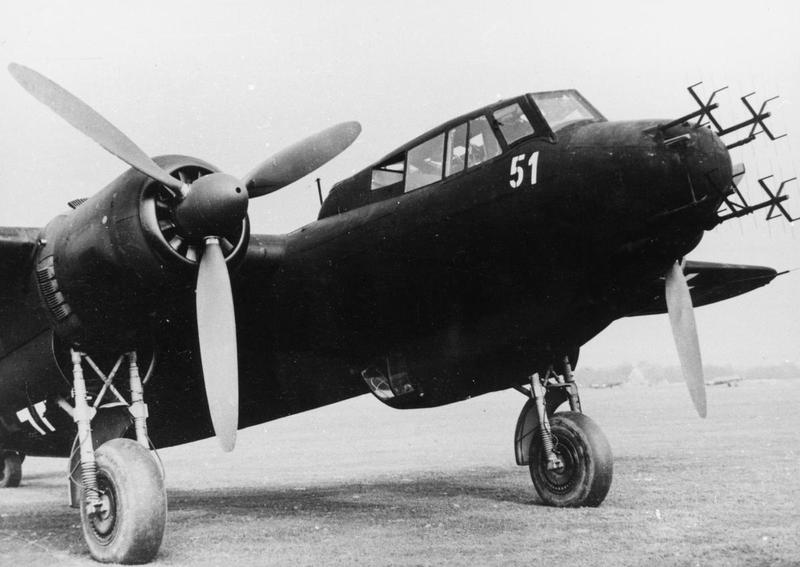
Nachtjäger mit BMW-801-Motoren

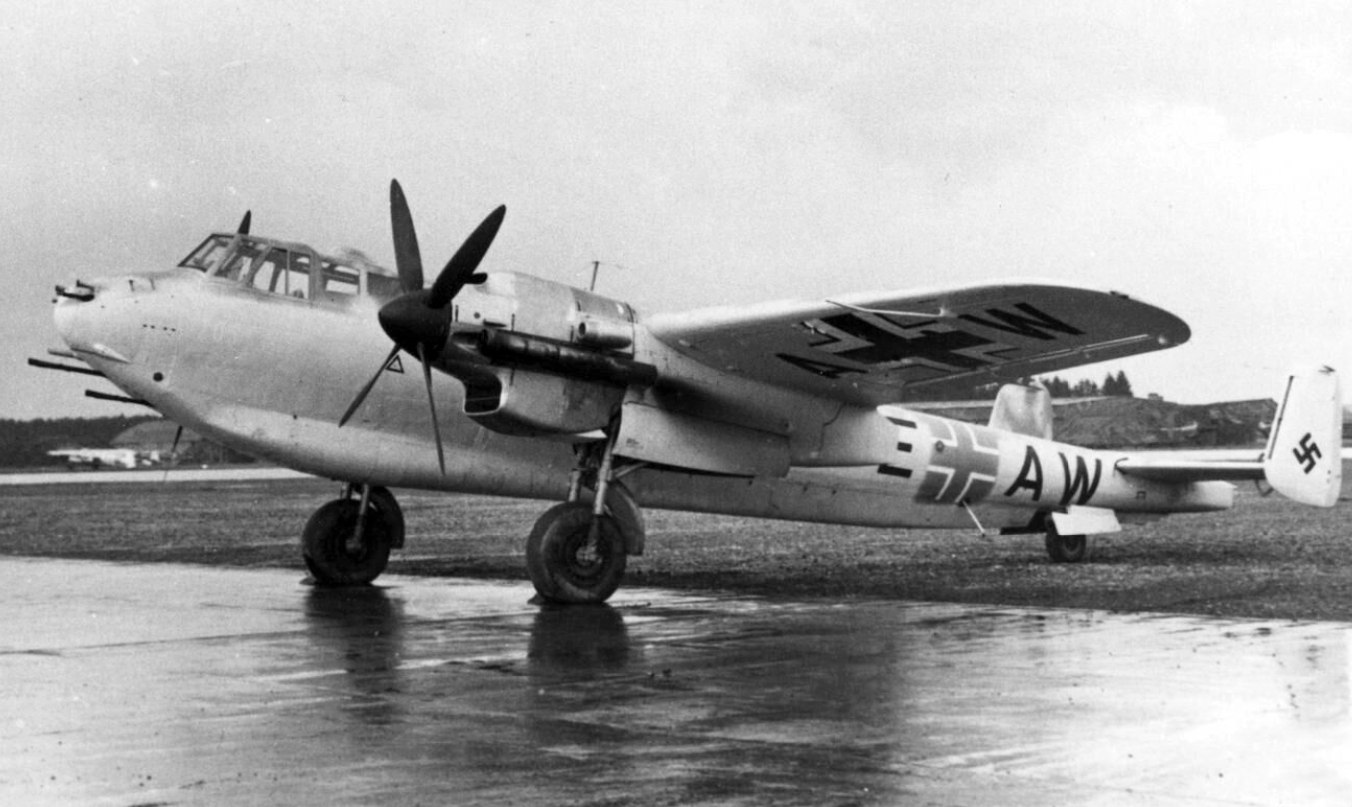
Nachtjäger Do 217N-2 mit DB-603-Motoren

- Do 217A: Nullserie von neun Maschinen mit zwei DB-601B-V12-Motoren, als Prototypen genutzt, Werknummer (W.-Nr.) 2701–2709
- Do 217C: Nullserie von neun Maschinen, als Aufklärer genutzt, W.-Nr. 2710–2718
- Do 217H: Umbau von drei Flugzeugen (W.-Nr. 21–23)
- Do 217P: Umbau von sechs Flugzeugen, vorgesehen als Höhenflugzeug mit Druckkabine und Ladermotor DB 605 T im Rumpf (W.-Nr, 1229, 24–28), mindestens vier bis November 1942 eingeflogen
- Do 217R: Umbau von vier Flugzeugen vorgesehen (W.-Nr. 29–32), bis November 1942 eingeflogen
- Do 217G: Projekt eines „See-Stukas“ mit Schwimmern
- Do 217W bzw. Do 216: Torpedobomber-Projekt mit Doppelschwimmern.

Großserienversionen
- Do 217E: Erste größere Serienversion, die E-Serie wurde von zwei luftgekühlten BMW-801-Doppelsternmotoren mit je 1560 PS Startleistung angetrieben; anfänglich wurde der 801A genutzt und später der verbesserte 801L mit gleicher Leistung. Sie wurde ab 1941 bei der Luftwaffe als Aufklärer, Bomber und Torpedobomber eingesetzt. Die E-5 war mit der Hs-293-Gleitbombe bewaffnet.
- Do 217K: Wie Do 217E, aber komplett umgestaltete Bugsektion mit vergrößertem und verbreitertem Rumpfquerschnitt und großflächiger Verglasung, zwei BMW-801L-Doppelsternmotoren mit je 1560 PS Startleistung. Die K-2 hatte eine vergrößerte Flügelspannweite (20,81 m), um die Fritz-X-Gleitbomben mitführen zu können.
- Do 217M: Die Do 217M hatte statt der luftgekühlten Doppelsternmotoren zwei wassergekühlte DB-603A-V12-Motoren mit je 1750 PS Startleistung. Sonst war sie weitgehend mit der Do 217K identisch. Die Höchstgeschwindigkeit betrug 556 km/h und die maximale Bombenlast lag bei 4000 kg.
- Do 217J: Nachtjäger auf Basis von Bombern der E-Version, solide Nase mit vier 20-mm-Kanonen MG FF/M und vier 7,92-mm-Maschinengewehren MG 17. Die J-1 konnte zusätzlich eine geringe Bombenlast mit sich führen, bei der J-2 befanden sich im Bombenschacht Zusatztanks.
- Do 217N: Die Do 217N wurde aus dem Bomber der M-Version entwickelt, um die Anforderungen eines Nachtjägers zu erfüllen. Sie wurde ausschließlich verwendet, um alliierte Bomber über Deutschland abzufangen. Die Do 217N war eine schnelle und stabile Waffenplattform und ausgezeichnet geeignet für den Instrumentenflug, stellte aber qualitative Anforderungen an die Piloten. Insgesamt wurden 325 Do-217N-Nachtjäger an die Luftwaffe ausgeliefert. Bei der N-2 entfielen diverse Ausrüstungsgegenstände für das Mitführen von Bomben sowie der C-Stand, dafür wurden üblicherweise zwei oder vier MG 151/20 20-mm-Kanonen als „Schräge Musik“ mitgeführt. Die Waffen in der Nase waren anfangs wie bei der Do 217J je vier MG FF/M und MG 17, bei der Do 217 N-2 wurden die MG FF/M durch die leistungsfähigeren MG 151/20 gleichen Kalibers ersetzt.[4] Speziell bei Maschinen mit MG 151/20 als „Schräge Musik“ erleichterte das die Munitionsversorgung. Als Radar fand das FuG 202 „Lichtenstein B/C“, das FuG 212 „Lichtenstein C-1“ und später teils auch das FuG 220 „Lichtenstein SN-2“ Verwendung, das FuG 350 „Naxos-Z“ als passiver Radarempfänger wurde in der Do 217 eher selten eingebaut.

## Produktion
Die Do 217 wurde von November 1940 bis Mai 1944 in Serie gebaut, allerdings konnten 1943 nicht alle Flugzeuge mit Motoren ausgeliefert werden (zusammen 395 Flugzeuge). Diese wurden teilweise nachgerüstet, sobald der DB 603 zur Verfügung stand und teilweise verschrottet (etwa 125 Flugzeuge). Das Flugzeug wurde lediglich in den drei Dornier-Werken Dornier Friedrichshafen (DWF, 335 Flugzeuge), Dornier München (Werk Neuaubing DWM, 990 Flugzeuge) und Norddeutsche Dornier Wismar (NDW, 600 Flugzeuge) in Serie gebaut. Bei Dornier Friedrichshafen lief die Fertigung bereits im Dezember 1942 aus, in Wismar (NDW) im Oktober 1943.
| Version    | DWF | DWM  | NDW  | Summe | Bemerkung                       |
| ---------- | --- | ---- | ---- | ----- | ------------------------------- |
| Prototypen | 4   |      |      | 4     |                                 |
| A-0        | 9   |      |      | 9     |                                 |
| C-0        | 9   |      |      | 9     |                                 |
| E-1        | 44  | 50   |      | 94    |                                 |
| E-2/E-4    | 129 | 300  | 200  | 629   |                                 |
| E-5        |     | 67   |      | 67    | Lenkwaffenträger (Kehlgerät)    |
| E-5        |     | (34) |      | (34)  | Umbau aus E-4, Lenkwaffenträger |
| J-1        | 130 |      |      | 130   | Nachtjäger                      |
| K-1        |     |      | 220  | 220   |                                 |
| K-2        |     |      | (50) | (50)  | Umbau aus K-1, Lenkwaffenträger |
| K-3        |     | (40) |      | (40)  | Umbau aus M-1, Lenkwaffenträger |
| M-1        |     | 258  | 180  | 438   | Bomber mit DB 603               |
| M-11       |     | (37) |      | (37)  | Umbau aus M-1, Lenkwaffenträger |
| N-1/N-2    | 10  | 315  |      | 325   | Nachtjäger mit DB 603           |
| H          | (3) |      |      | (3)   | Umbau                           |
| P          | (4) |      |      | (4)   | Umbau                           |
| R          | (4) |      |      | (4)   | Umbau                           |
| Summe      | 335 | 990  | 600  | 1925  |                                 |

## Technische Daten

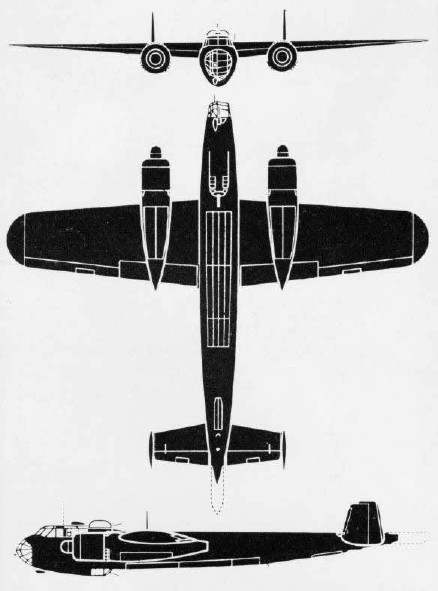
3-Seiten-Riss der Do 217E

| Kenngröße             | Do 217 V4                               | Do 217E-2                                                             | Do 217P                               |
| --------------------- | --------------------------------------- | --------------------------------------------------------------------- | ------------------------------------- |
| Besatzung             | 4                                       |                                                                       |                                       |
| Länge                 | 18,10 m                                 | 18,2 m                                                                | 16,80 m                               |
| Spannweite            | 19,00 m                                 | 19,00 m                                                               | 24,50 m                               |
| Höhe                  | 4,8 m                                   | 5,03 m                                                                | 5,00 m                                |
| Flügelfläche          | 57 m²                                   | 57 m²                                                                 | 71 m²                                 |
| max. Startmasse       | 10.500 kg                               | 15.965 kg                                                             | 15.965 kg                             |
| Höchstgeschwindigkeit | 460 km/h                                | 515 km/h                                                              | 533 km/h                              |
| Dienstgipfelhöhe      | 7900 m                                  | 9000 m                                                                | 13.500 m                              |
| Steigzeit auf 5000 m  | 18 min                                  |                                                                       |                                       |
| Triebwerke            | zwei Jumo 211B je 1200 PS Startleistung | zwei 14-Zylinder-Doppelsternmotoren BMW 801L je 1560 PS Startleistung | zwei DB 603B je 1750 PS Startleistung |